# Portrane
Portrane (irisch Port Reachrann) ist ein kleines Küstendorf und eine Halbinsel in Irland, etwa 22 km nordnordöstlich von Dublin. Das Dorf befindet sich auf der nördlichen Seite (Nehrung) der Halbinsel zwischen dem Rogerstown Estuary im Norden und dem Broadmeadow Estuary im Süden. Portrane liegt in der Grafschaft Fingal im ehemaligen County Dublin.

## Bevölkerung
Bei der Volkszählung 2022 hatte Portrane 1262 Einwohner. Demgegenüber waren es 1991 noch 2153 Bewohner.

## Geographie
Die Halbinsel hat einen charakteristischen hammerkopfartigen Grundriss. Das liegt an ausgeprägten Nehrungen, die nach Süden bzw. nach Norden in den jeweiligen Ästuar hineinragen. Die nördliche Nehrung trägt den Namen Portrane Beach, die beinahe an den Ort Rush heranreicht und sich über zwei Kilometer hinstreckt. Nur der Rogerstown Estuary trennt die Strände. Ein Streifen niedriger Kalk-Klippen südlich von Portrane zieht sich bis nach Donabate Beach, zum östlichen Ende der südlichen Nehrung. Die Nehrung steht unter dem Schutz der Ramsar-Konvention. Vorgelagert ist Portrane in etwa 4,5 Kilometer seewärts nach Osten Lambay Island (irisch Reachrainn), die dem Ort den Namen gab.

## Verwaltung
Portrane gehört heute zu Fingal, dem North County Dublin. Die Donabate-Portrane-Halbinsel gehört zum Wahlbezirk von Swords (local electoral area). Dieser Wahlbezirk ist zahlenmäßig der größte im County Fingal und entsendet fünf County Councillors in das Fingal County Council. In Bezug auf Nationalwahlen gehört die Stadt zur Dublin North (Dáil Éireann) constituency, die vier Abgeordnete (Teachta Dála) in Repräsentantenhaus (Dáil Éireann) entsendet.

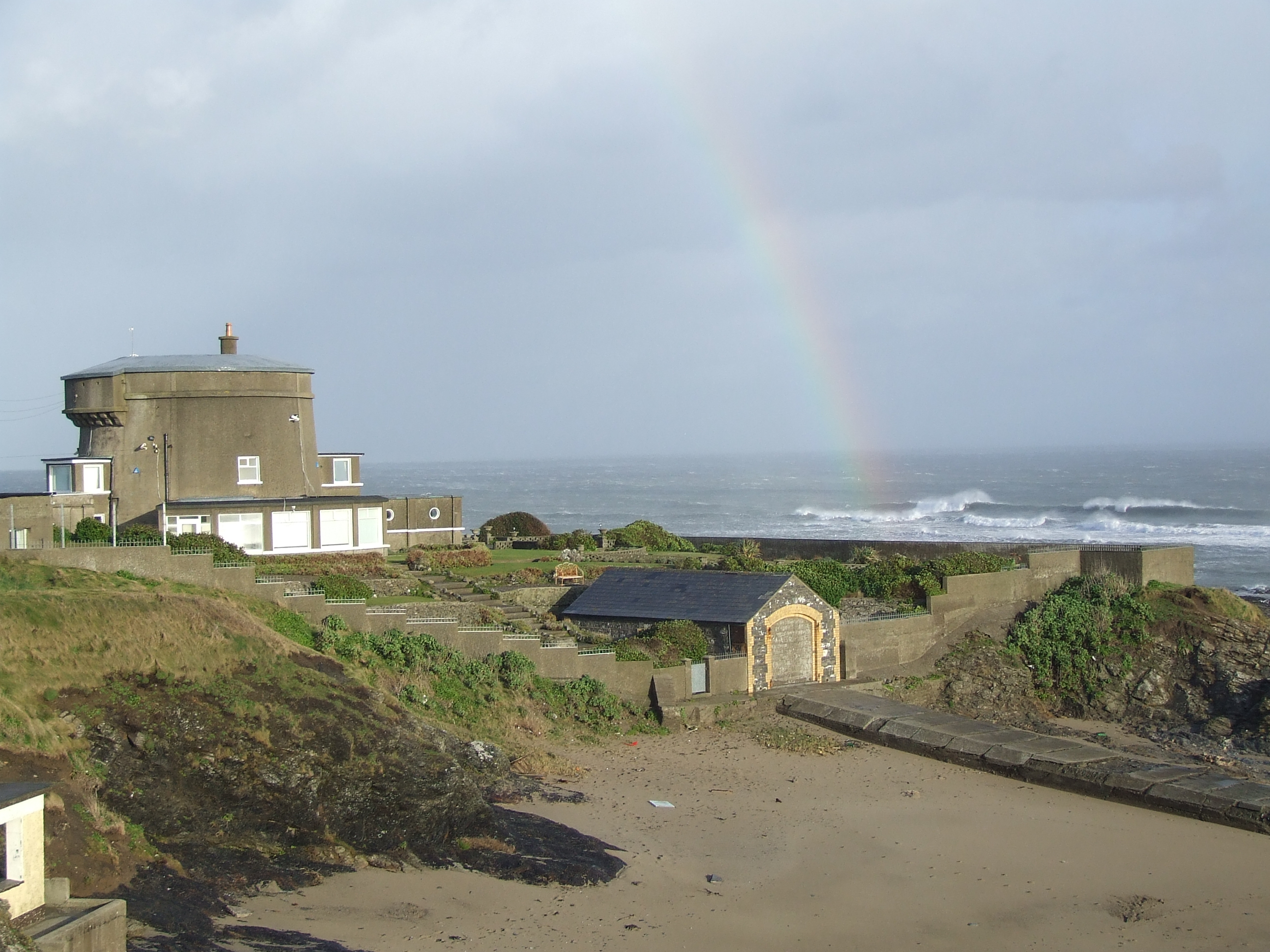
Martello-Turm
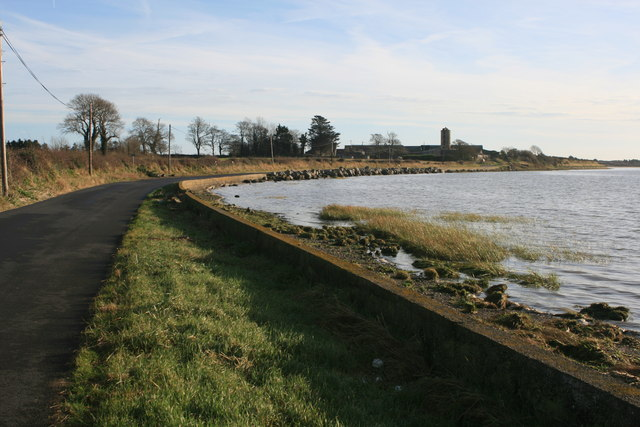
Küstenlinie bei Portrane
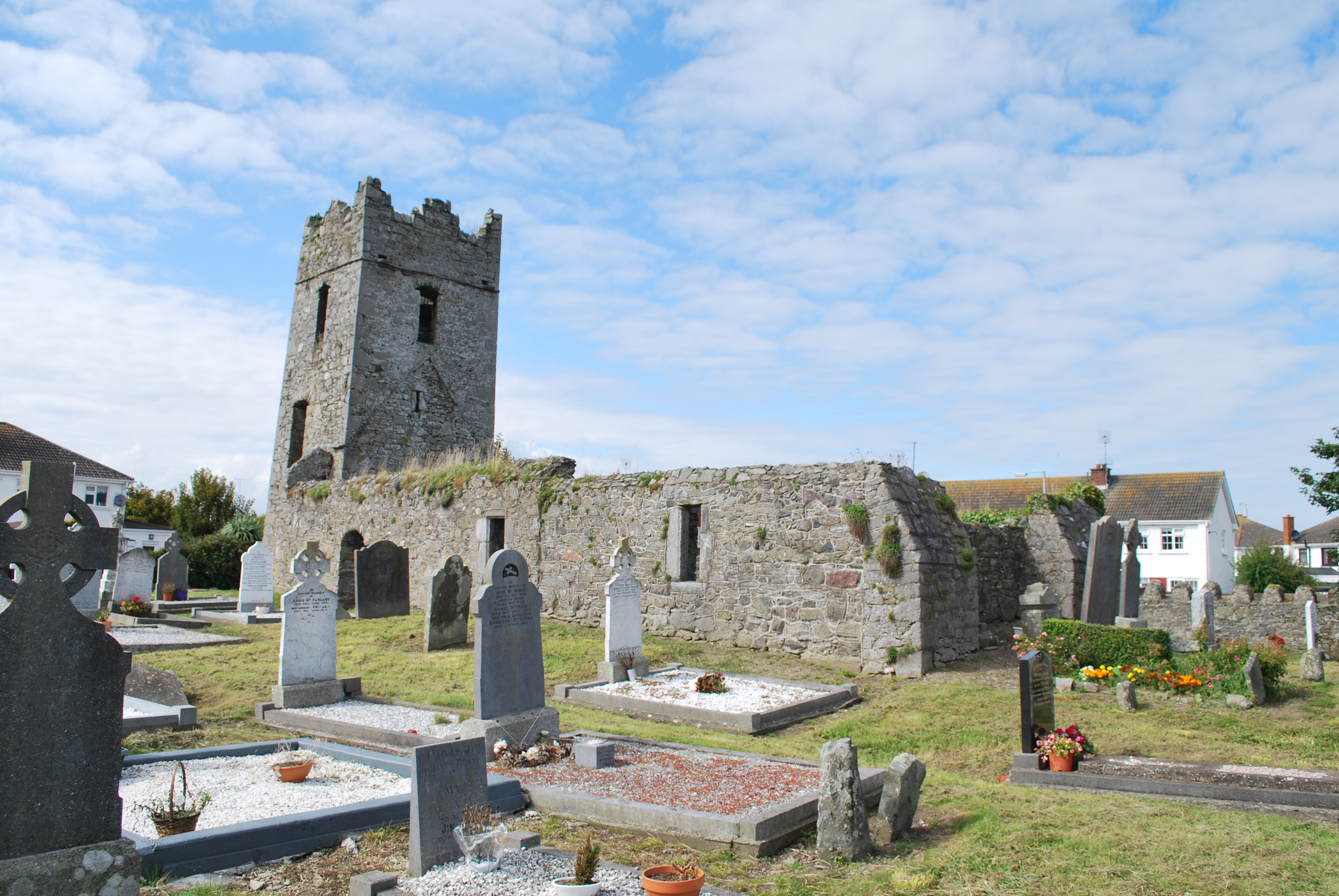
St. Catherine’s Church
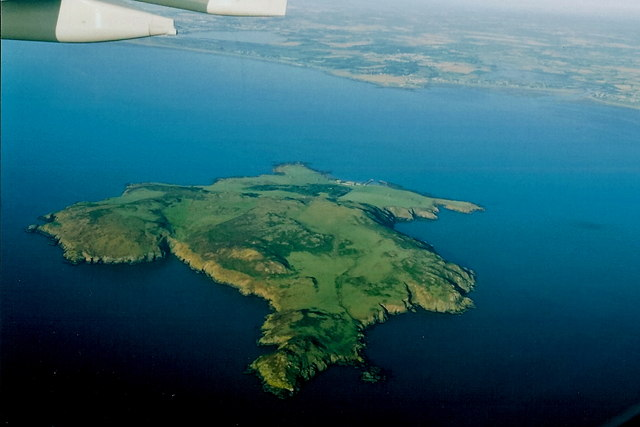
Lambay Island

Das Donabate Portrane Community Council (Donabate Parish Council) ist die lokale Stadtverwaltung.

## Sehenswürdigkeiten

### Stella’s Tower (Portrane Castle)

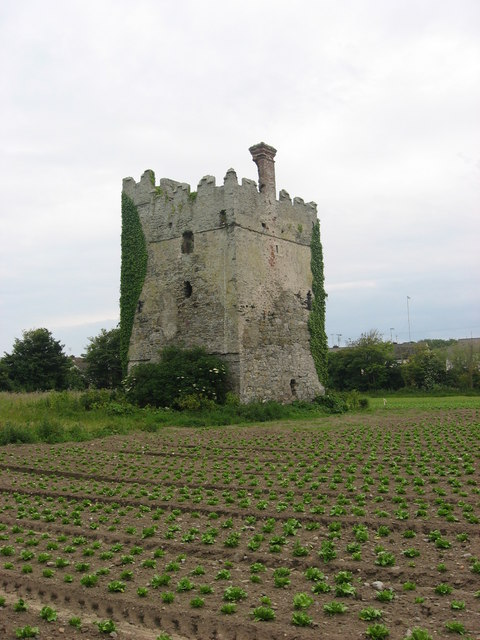
Portrane Castle

Im späten Mittelalter wurde der Wohnturm bei Portrane errichtet. Den Namen erhielt der Wohnturm durch das Gerücht, dass Esther Johnson, die „Stella“ genannte Geliebte von Jonathan Swift, dort eine Zeitlang gelebt hätte. 

### St. Ita’s Hospital

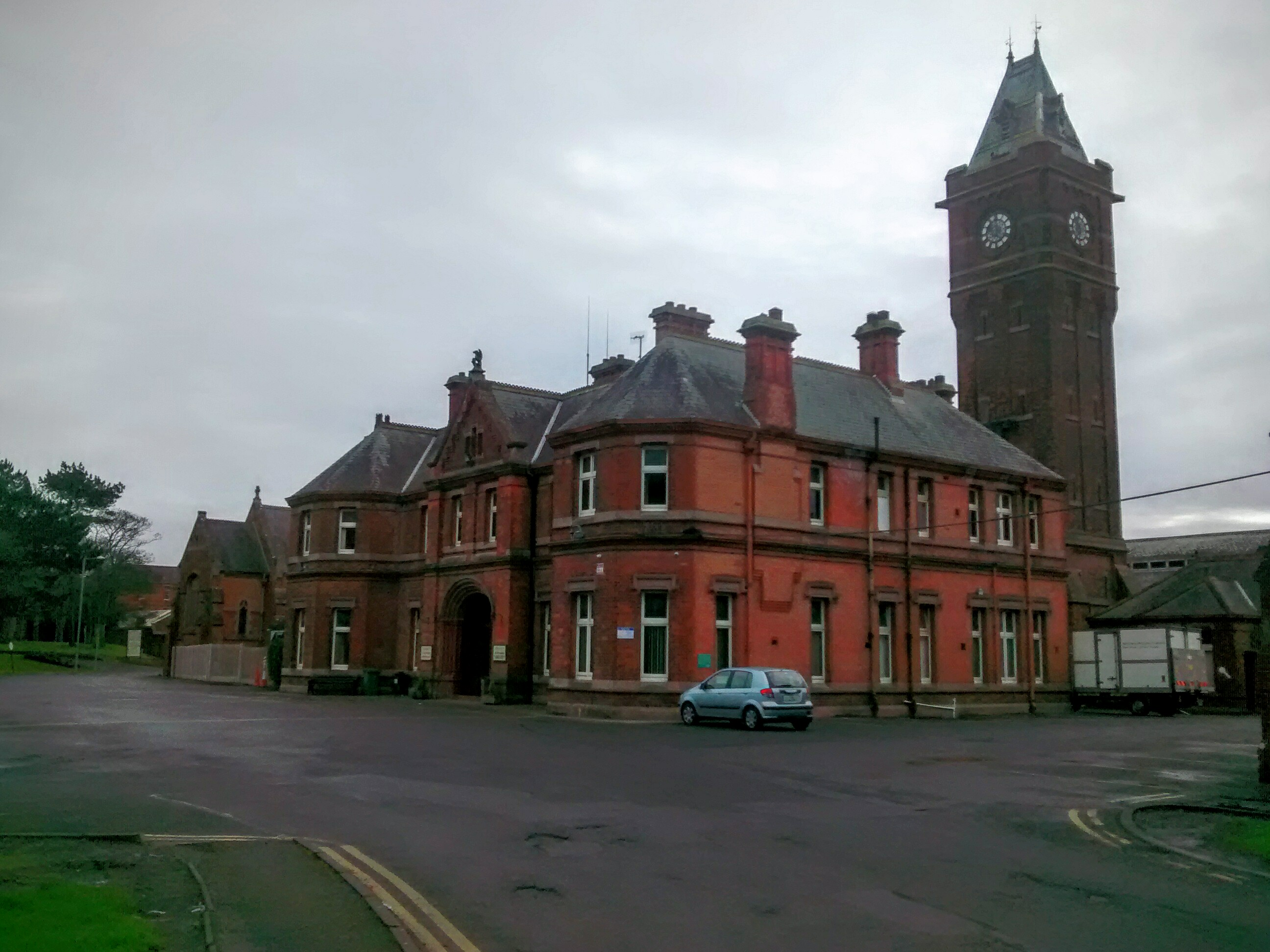
St. Ita’s Hospital

Das Zentrum für geisteskranke Schwerverbrecher wurde ursprünglich in Dundrum 1850 errichtet.
Auf der früheren Domäne von Portrane House der Evans-Familie wurde dann zu Beginn des 20. Jahrhunderts ein neogotisches Bauwerk als Sanatorium für Geisteskranke errichtet. Es handelte sich mit 300.000 britischen Pfund um das teuerste Gebäude, das durch die britische Regierung in Irland errichtet wurde. 2012 wurde durch den Health Service Executive berichtet, dass die Einrichtung modernisiert und umgebaut werden sollte. Daher erfolgte die Schließung 2014. Nach der Eröffnung im November 2022 ist sie ein modernes Maßregelvollzugszentrum. 

### Martello Tower
Der Martello-Turm von Portrane wurde 1804 zur Verteidigung errichtet. Der Turm ist noch heute in einem guten Zustand und wird bewohnt.

### Katharinenkirche
Die Katharinenkirche (St. Catherine’s Church) wurde im 14. Jahrhundert anstelle der St. Canice-Kirche errichtet. Sie war lange Zeit mit der Patrickskirche in Donabate verbunden und schließlich Teil der dortigen Kirchengemeinde geworden. 

## Markttage
In Donabate und Portrane gibt es eine aktive Gemeinschaft, die sich für das Transition Town Movement einsetzt. Zu den Projekten gehört ein wöchentlicher Markttag und ein Projekt, den ungenutzten St Ita’s Gardens & Farm in eine bäuerliche Gemeinschaft umzuwandeln.

## Natur
2008 wurden Pläne veröffentlicht, das Rogerstown Estuary in einen Naturpark umzuwandeln. 
Das Rogerstown Estuary ist ein wichtiges Feuchtgebiet. Es unterliegt verschiedenen Schutzbestimmungen einschließlich des Statutory Nature Reserve. Die Naturschutzorganisation Bird Watch Ireland besitzt land entlang des Ufers und setzt sich ein, das Land trotz der Nähe zum Ballungsraum Dublin als Naturschutzgebiet zu erhalten. Die Ortsgruppe von Bird Watch Ireland unterhält zwei Beobachtungshütten.

## Verkehr
Die Regionalstraße R126 verbindet Portrane mit der R127 und dem M1 motorway. Dublin Bus von Swords nach Portrane fährt Donabate an. Der Bus 33B von Go-Ahead Ireland verbindet Portrane mit Swords.